# Rezolucija 48/96
Rezolucija 48/96, emisija Radija 101 ime je dobila po skraćenom nazivu Standardnih pravila Ujedinjenih naroda kojom se sve zemlje pozivaju da invalidnim osobama omoguće jednaka ljudska prava i ravnopravno sudjelovanje u društvenom životu. Tijekom emisije gosti u studiju, voditelji i slušatelji koji se u emisiju izravno uključuju telefonom, razgovaraju o problemima i potrebama te mogućnostima poboljšanja kvalitete života osoba s invaliditetom.

## Povijest
Emisija se počela emitirati 1998. kao dvije pilot emisije, kad se Hrvoje Belamarić nakon neuspješnog pokušaja na televiziji obratio tadašnjoj urednici emisije Radija 101 Zrinki Vrabec Mojzeš. Prva emisija snimana je linkom iz Centra u Dubravi u Zagrebu gdje je organizirana tribina na kojoj su ministru zdravstva i njegovim pomoćnicima izneseni problemi osoba s invaliditetom. Već nakon druge emisije pokazalo se da postoji veliki interes i Rezolucija je dobila redovni termin. Prve dvije godine jednom, a nakon toga dva puta mjesečno.

## Koncept
Emisija je posvećena je osobama s invaliditetom i sustavno prati teme vezane uz tu populaciju, koja prema Svjetskoj zdravstvenoj organizaciji iznosi 10% ukupne populacije, s prognozom da će taj broj do 2020. godine porasti na 20%. U svom radu, poglavito se rukovodi Pravilom 1 Standardnih pravila Ujedinjenih naroda o izjednačavanju mogućnosti za osobe s invaliditetom, a koja se odnosi na razvijanje svijesti šire društvene zajednice.
Emisija se emitira utorkom, dva puta mjesečno.
Glavno nastojanje autora je podizati svijesti građana u pristupanju problemima osoba s invaliditetom. Emisija prenosi poruku da invalidi nisu “građani drugog reda” i da na njih ne treba gledati kao na socijalni i društveni problem, već kao radno produktivan dio populacije kojoj se mora pružiti šansa za dostojniji život.

## Urednici
Emisiju uređuju Hrvoje Belamarić i Dubravka Bratoljić.

## Vanjske poveznice
- Službena stranica emisije